# Zepetto
A Zepetto Co. ou simplesmente Zepetto, é uma desenvolvedora sul-coreana de jogos eletrônicos fundada em 2003. Dentre suas atividades, está o desenvolvimento de vários tipos de jogos em várias plataformas, bem como jogos multiplayer, dispositivos móveis e consoles, ficando famosa por ser a desenvolvedora e principal publicadora do jogo de tiro em primeira pessoa Point Blank.

## História
A organização foi fundada na segunda metade de 2003 por veteranos do ramo de jogos, e seu nome faz referência ao Velho Geppetto do clássico As Aventuras de Pinóquio, e em 2009, foi comprada pela NCSoft. 

## Linha do tempo
| Ano  | Status |
| ---- | --- |
| 2004 | Reteve um fórum para o desenvolvimento de um jogo para PS2 hospedado pela SCEK e KGD. |
| 2005 | Lançado Vulcanus, o primeiro jogo PSP da Coreia desenvolvido exclusivamente pela Zepetto; Ganhou o Prêmio do Primeiro Ministro (Grande Prêmio) e o Prêmio de Criatividade Técnica da Korea Game Awards 2005. |
| 2006 | Lançado Angelique and Romance of The Three Kingdoms, jogo para três tipos de plataforma móveis diferentes. |
| 2007 | Realizou o serviço de CLOSED BETA do FPS Point Blank; Ganhou Grande Prêmio no Concurso de Jogo do Ministério da Cultura, Esporte e Turismo; Começou a desenvolver os jogos móveis Cat'z Up e Rocket & I; Concluída uma versão protótipo do FPS Point Blank online. |
| 2008 | Lançou na Coreia o FPS para PC online Point Blank. |
| 2009 | Lançado Point Blank na Indonésia e na Tailândia; Selecionada como companhia de tecnologia next-gen promissora pelo governo sul-coreano (Korea Creative Content Agency). |
| 2010 | Point Blank bate o número recorde de 260.000 jogadores ativos; Point Blank lançado no Brasil e em seguida na América Latina, Turquia e Rússia. |
| 2011 | Point Blank lançado nas Filipinas, Itália e América do Norte; Lançado primeiro Campeonato Mundial de Point Blank (PBIC 2011), ocorrido em Seul na Coreia do Sul; Cat'z Up é lançado para iOS. |
| 2012 | Realizado o segundo Campeonato Mundial de Point Blank (PBIC 2012), ocorrido em Bandung, Indonésia; Point Blank bate o número recorde de 60.000 usuários ativos na Rússia; Point Blank é lançado no Oriente Médio. |
| 2013 | Zeppeto completa 10 anos; Realizado o terceiro Campeonato Mundial de Point Blank (PBIC 2013) ocorrido em Bangkok, na Tailândia; Point Blank bate o número recorde de 50.000 usuários ativos no Brasil; Selecionado e premiado como negócio inovador pelo governo central sul-coreano. |
| 2014 | Aberto um Cyber Café em Seul para cultivar a cultura do e-Sport; Point Blank recriado e relançado na Coreia do Sul; Participou do G-Star 2014 B2B europeu; Estabelecido o escritório da Zepetto USA na Califórnia, Estados Unidos; Point Blank bate maior número de usuários da sua história na Malásia, Tailândia e Singapura.; Realizado o quarto Campeonato Mundial de Point Blank (PBIC 2014), ocorrido em Istambul, na Turquia. |
| 2015 | Point Blank é disponibilizado em 100 países; Lança uma plataforma móvel ''ZEPE''; Honrada com prêmio especial no Korea e-Sports Awards 2015; Realizado o quinto Campeonato Mundial de Point Blank (PBIC 2015), ocorrido em Jarcarta, na Indonésia. Point Blank é lançado no Japão. Parceria com a Federação Internacional de e-Sports; Point Blank excede 1 milhão de jogadores ao redor do mundo.                                   |
| 2016 | Lançado Flying Bunny para PS4 na América do Norte; Battle Carnival é lançado na Rússia; Lançado o serviço móvel de Point Blank na Indonésia Tailândia e sudeste asiático; Realizado o sexto Campeonato Mundial de Point Blank (PBIC 2016), ocorrido em Bangkok, na Tailândia; Realizado o primeiro Desafio Mundial de Point Blank (PBWC 2016), ocorrido em Seul, na Coreia do Sul; Lançado Demong Junter2 em 36 regiões.             |
| 2017 | Lançado Battle Carnival na Tailândia; Realizado o segundo Desafio Mundial de Point Blank (PBWC 2017), ocorrido em Moscou, na Rússia. Point Blank quebra o recorde anterior e ultrapassa os 260.000 jogadores na Indonésia; Filhos dos funcionários visitaram a empresa num evento em Agosto de 2017. |